# 太原府

太原府在山西省的位置（1820年）

太原府是唐朝时设置的府，在今山西省境内。唐（河东道）、晋（李克用父子）、后唐、后晋、后汉、北汉、北宋、金朝，以及明、清均有设置，辖区范围现属于太原市、忻州市、吕梁市、晋中市、阳泉市等地级市。

## 历史
武周天授元年（690年），以并州为北都。神龙元年（705年），废。唐玄宗开元十一年（723年），并州改为太原府，辖境相当于今山西省太原市。天宝元年（742年），天下改州为郡，并州称“北京”，上元二年罢，九月之后，又复为北都。太原府城，与太原县、晋阳县两县县城均在晋阳城。
五代时，后唐、后晋、后汉都是从太原府兴起。北宋初年，北宋灭建都太原府的北汉，毁晋阳城，又改太原府为并州，迁治所于榆次县。太原县、晋阳县并废为平晋县。后迁并州治所于阳曲县，建太原城。旋即升为太原府。元太祖十三年（1218年），改为太原路总管府。大德九年（1305年）以地震改太原路为冀宁路。明朝初年，改冀宁路为太原府。清朝沿袭。民国初年，全国废府，遂废太原府。

## 行政区划

### 唐朝
- 户十二万八千九百五，口七十七万八千二百七十八。终唐一朝，下领十三县[1]：
- 太原县
- 晋阳县
- 太谷县
- 祁县
- 文水县
- 榆次县
- 盂县
- 寿阳县
- 乐平县
- 石艾县（天宝元年改名广阳县）
- 清源县
- 交城县
- 阳曲县[2]

### 北宋
- 崇宁时，户一十五万五千二百六十三，口一百二十四万一千七百六十八。领十县、二监：大通监、永利监[3]。
- 阳曲县
- 太谷县
- 榆次县
- 寿阳县
- 盂县
- 交城县
- 文水县
- 祁县
- 清源县
- 平晋县

### 金朝
- 户一十六万五千八百六十二。下领十一县、八镇：

- 阳曲县，府治，下领五镇：阳曲、百井、赤塘关、天门关、陵井驿
- 太谷县
- 平晋县，下领二镇：晋宁、晋祠
- 清源县
- 徐沟县
- 榆次县
- 祁县，下领一镇：团柏
- 文水县
- 交城县
- 盂县
- 寿阳县

### 明朝
明洪武元年底（1368年）將元朝冀寧路改置為太原府，二年（1369年）太原府屬山西行省。府治陽曲縣。九年（1376年）撤行省改屬山西承宣布政使司。下轄十三縣、五州、州轄縣七：
- 陽曲縣，府治。
- 太原縣。
- 榆次縣。
- 太谷縣。
- 祁縣。
- 徐溝縣。
- 清源縣。
- 交城縣。
- 文水縣。
- 壽陽縣。
- 盂縣。
- 靜樂縣。
- 河曲縣。
- 平定州，轄樂平縣。
- 忻州，轄秀容縣、定襄縣。洪武元年（1368年）秀容縣裁併入州。
- 代州，轄五台縣、繁峙縣、崞縣。洪武二年（1369年）降為代縣，八年（1375年）復被升為代州。
- 岢嵐州，轄嵐縣、興縣。洪武七年（1374年）降為岢嵐縣，八年（1375年）復被升為岢嵐州。
- 保德州，洪武七年（1374年）降為保德縣，八年（1375年）改屬岢嵐州，九年（1376年）復升為保德州，屬太原府。

### 清朝
清朝太原府隸屬於冀寧道，為山西巡撫、布政使、學政（清末提學使）、按察使（清末提法使）、以及清末巡警道、勸業道駐地。
清初沿襲明制，下轄五州、二十縣，但州不轄縣。雍正中期將平定州、忻州、代州、保德州改為直隸州，割出十縣隸屬此四直隸州，隨即將興縣改回太原府轄下。乾隆二十八年（1763年）裁清源縣併入徐溝縣。下轄一州、十縣：
- 陽曲縣，府治。
- 太原縣。
- 榆次縣。
- 太谷縣。
- 祁縣。
- 徐溝縣。
- 交城縣。
- 文水縣。
- 岢嵐州。
- 嵐縣。
- 興縣。

## 地方长官
唐朝太原尹
- 王晙（722年—723年）
- 韦凑（723年—724年）
- 崔隐甫（724年）
- 张孝嵩（724年—726年）
- 李琰（727年—742年，遥领）
- 李暠（727年—729年）
- 李休光（729年—730年）
- 宋之悌（730年—731年）
- 杜暹（731年—732年）
- 崔隐甫（733年—734年）
- 元某（735年）
- 韦虚心（736年）
- 王昱（737年）
- 牛仙客（738年—740年，遥领）
- 沈从道（开元年间）
- 王冰（739年之前）
- 裴伷先（739年—741年）
- 裴宽（741年—742年）
- 李琮（742年—752年，遥领）
- 王忠嗣（744年—746年）
- 韦济（747年—748年）
- 严损之（天宝年间）
- 韩休珉（750年—751年）
- 李慎名（天宝年间）
- 王翼（天宝年间）
- 杨光翙（755年）
- 王承业（755年—756年）
- 高秀岩（757年）
- 李光弼（756年—759年）
- 王思礼（759年—761年）
- 管崇嗣（761年）
- 邓景山（761年—762年）
- 辛云京（762年—768年）
- 王缙（768年—770年）
- 薛兼训（770年—776年）
- 段秀实（776年）
- 唐某
- 李仲升
- 薛伯连
- 李璋
- 崔酆
- 鲍防（777年—779年）
- 马燧（779年—787年）
- 李自良（787年—795年）
- 李谌（795年，遥领）
- 李说（795年—800年）
- 郑儋（800年—801年）
- 严绶（801年—809年）
- 李纮（805年，遥领）
- 李鄘（809年）
- 范希朝（809年—810年）
- 王锷（810年—815年）
- 张弘靖（816年—819年）
- 裴度（819年—822年）
- 李听（822年—825年）
- 李光颜（825年—826年）
- 李程（826年—830年）
- 柳公绰（830年—832年）
- 令狐楚（832年—833年）
- 李载义（833年—835年）
- 王璠（835年）
- 李载义（835年—837年）
- 裴度（837年—838年）
- 狄兼谟（838年—840年）
- 符澈（840年—842年）
- 刘沔（842年—843年）
- 李石（843年—844年）
- 崔元式（844年）
- 刘沔（844年）
- 王宰（844年—850年）
- 李拭（850年—851年）
- 李业（851年—852年）
- 卢钧（852年—855年）
- 郑涓（855年—856年）
- 刘瑑（856年—857年）
- 毕諴（857年—859年）
- 裴休（859年—860年）
- 卢简求（860年—863年）
- 刘潼（863年—866年）
- 郑从谠（866年—869年）
- 康承训（869年—870年）
- 崔彦昭（870年—873年）
- 萧邺（873年—874年）
- 窦浣（874年—878年）
- 曹翔（878年）
- 崔季康（878年—879年）
- 李侃（879年）
- 李蔚（879年）
- 康传圭（879年—880年）
- 郑从谠（880年—883年）
- 李克用（883年—890年）
- 张濬（890年—891年）
- 李克用（891年—908年）[5]

五代太原尹
- 李存勖（908年—923年）
- 孟知祥（923年—925年）
- 张宪（925年—926年）
- 李存霸（926年—926年）
- 符彦超（926年—927年）
- 李从荣（927年—929年）
- 李从厚（929年—930年）
- 冯赟（930年—931年）
- 李从温（931年—932年）
- 石敬瑭（932年—934年）
- 李从珂（934年—934年）
- 李德珫（934年—934年）
- 石敬瑭（934年—936年）
- 宋审虔（936年—936年）
- 石重贵（936年—937年）
- 安彦威（937年—940年）
- 李德珫（940年—941年）
- 刘知远（941年—946年）
- 刘崇（947年—950年）

北宋太原尹
- 梁适（1059年—1062年）
- 文彦博（1062年—1063年）
- 陈升之（1063年—1065年）
- 唐介（1065年—1067年）
- 王素（1067年—1069年）
- 冯京（1069年—1070年）
- 吕公弼（1070年—1071年）
- 刘庠（1071年—1074年）
- 郭逵（1074年—1076年）
- 韩绛（1076年—1078年）
- 赵卨（1078年）
- 孙永（1078年—1080年）
- 王克臣（1080年—1082年）
- 王居卿（1082年—1084年）
- 吕惠卿（1084年—1086年）
- 曾布（1086年—1089年）
- 滕元发（1089年—1090年）
- 范纯仁（1090年—1091年）
- 韩缜（1091年—1095年）
- 王安礼（1095年—1096年）
- 孙览（1096年—1099年）
- 林希（1099年—1100年）
- 郭知章（1100年）
- 范纯粹（1100年—1101年）
- 孙路（1101年）
- 曾肇（1101年）
- 范镗（1101年—1104年）
- 邢恕（1104年—1105年）
- 钟传（1105年—1106年）
- 徐彦孚（1106年—1108年）
- 陶节夫（1108年—1109年）
- 曾孝广（1110年）
- 许几（1110年—1111年）
- 洪中孚（1111年—1112年、1112年—1113年、1116年）
- 梁子野（1112年）
- 张近（1113年）
- 钱昌（1113年）
- 钱即（1113年—1115年）
- 薛嗣昌（1116年—1119年、1121年）
- 姚祐（1119年—1120年）
- 张孝纯（1122年—1126年）

金朝太原尹
- 完颜彀英（1136年—1137年）
- 耶律怀义（1138年—1139年）
- 完颜彀英（1139年）
- 完颜宗秀（1141年—1144年）
- 徒单恭（1146年—1148年）
- 徒单阿里出虎（1153年—1154年）
- 完颜宗宪（1154年—1158年）
- 完颜彀英（1159年—1160年）
- 刘萼（1161年）
- 石抹荣（1162年）
- 徒单克宁（1163年）
- 徒单贞（1164年—1166年）
- 白思敬（1166年—1167年）
- 萧玉（1168年—1169年）
- 牛德昌（1174年—1176年）
- 张大节（1190年—1192年）
- 完颜永成（1192年—1196年）
- 完颜永功（1197年—1207年）
- 纥石烈执中（1209年—1210年）
- 乌古论礼（1213年—1216年）
- 完颜伯嘉（1216年）
- 乌古论德升（1216年—1218年）
- 郭文振（1220年）[6]

## 延伸阅读
[在维基数据编辑]
 《欽定古今圖書集成·方輿彙編·職方典·太原府部》，出自陈梦雷《古今圖書集成》